# جو بالدوين
جو بالدوين (بالإنجليزية: Joseph Anthony Baldwin)‏ هو مجدف أمريكي، ولد في 16 نوفمبر 1938 في لونغ بيتش في الولايات المتحدة.

## وصلات خارجية
- جو بالدوين على موقع الاتحاد الدولي للتجديف (الإنجليزية)
- جو بالدوين على موقع أوليمبيديا (الإنجليزية)